# Madeira Islands Open 2014
Het Madeira Islands Open was een golftoernooi van de Europese Tour en de Challenge Tour. In 2014 werd het toernooi van 8 tot 11 mei gespeeld op de Santo da Serra Golf Club. Het prijzengeld was € 600.000, waarvan de winnaar € 100.000 kreeg. De winnaar van 2013 was Peter Uihlein, die in 2010 het US Amateur won. Het was zijn eerste overwinning als professional. Inmiddels staat hij al zes maanden in de top-100 van de wereldranglijst.
Dit is het 1500ste toernooi sinds het Spanish Open van 1972, het eerste toernooi van de Europese Tour.

## Verslag
De par van de baan is 72. Er zijn 153 deelnemers.

### Ronde 1
De eerste ronde is wegens dichte mist niet op donderdag maar pas op vrijdag gestart, maar op vrijdagochtend werd alleen de eerste hole gespeeld, daarna kwam nieuwe mist binnenrollen en werd het spelen gestopt. Om 12:45 uur werd weer gestart. Alleen Robin Kind, Pierre Relecom en Tim Sluiter konden de eerste ronde op vrijdag afmaken. Toen het donker werd, stond Scott Henry aan de leiding met -5. Tapio Pulkkanen had op hole 17 een hole-in-one gemaakt.
Zaterdag moesten 56 spelers ronde 1 afmaken. De mistwolk was echter blijven hangen zodat er pas om 12 uur gestart werd. Na enkele uren kwam de mist weer terug. Zondag moest ronde 1 nog door 33 spelers afgemaakt worden. Henry Scott was door niemand ingehaald.

Er werd besloten de cut na de eerste ronde toe te passen en het toernooi in te korten tot 36 holes.

### Ronde 2
Zondag gingen nog 75 speler de baan in voor de tweede en laatste ronde. Ook toen kwam de mist weer opzetten. De spelers werden teruggeroepen toen de leider, op dat moment Daniel Brooks, nog 7 holes moest spelen. Om 17:40 werd weer gestart, maar iedereen werd meteen teruggeroepen toen bleek dat caddie Ian McGregor ('Zim Mac') uit Zimbabwe op hole 9 zojuist was overleden na  een hartstilstand. Om 18:00 uur werd een minuut stilte gehouden. Daarna werd het toernooi afgemaakt.
Daniel Brooks en Scott Henry eindigden beiden met een totaalscore van -9. Brooks won de play-off op de eerste extra hole. Het was zijn eerste overwinning op de Tour.
- Scores

| Naam               | CTR | R2D | OWGR | Score R1 | Score R1 | Nr  | Score R2    | Score R2 | Totaal | Nr  | Play-off | Play-off |
| ------------------ | --- | --- | ---- | -------- | -------- | --- | ----------- | -------- | ------ | --- | -------- | -------- |
| Daniel Brooks      | 28  | 129 | 529  | 68       | -4       | T2  | 67          | -5       | -9     | 1   | 4        | 1        |
| Scott Henry        | 105 | 233 | 557  | 67       | -5       | 1   | 68          | -4       | -9     | 1   | 5        | 2        |
| Antonio Hortal     | 3   | =   | 470  | 69       | -3       | T4  | 69          | -3       | -6     | T3  |          |          |
| Fabrizio Zanotti   | =   | 125 | 488  | 70       | -2       | T12 | 68          | -4       | -6     | T3  |          |          |
| Jordi García Pinto | =   | 135 | 354  | 69       | -3       | T4  | 69          | -3       | -6     | T3  |          |          |
| Julien Guerrier    | =   | 200 | 666  | 69       | -3       | T4  | 69          | -3       | -6     | T3  |          |          |
| Johan Edfors       | =   | 183 | 706  | 70       | -2       | T12 | 69          | -3       | -5     | T7  |          |          |
| Martin Wiegele     | 73  | =   | 1367 | 69       | -3       | T4  | 70          | -2       | -5     | T7  |          |          |
| José-Filipe Lima   | =   | 131 | 284  | 69       | -3       | T4  | 71          | -1       | -4     | T10 |          |          |
| Christopher Mivis  | 86  | =   | 1533 | 71       | -1       | T17 | 70          | -2       | -3     | T13 |          |          |
| Pedro Oriol        | 6   | 241 | 558  | 69       | -3       | T4  | 73          | +1       | -2     | T16 |          |          |
| Lloyd Kennedy      | 62  | 241 | 567  | 68       | -4       | T2  | 75          | +3       | -1     | T26 |          |          |
| Andrew Marshall    | 13  | 230 | 731  | 69       | -3       | T4  | 74          | +2       | -1     | T26 |          |          |
| Pierre Relecom     | 86  | =   | 1280 | 74       | +2       | T62 | 71          | -1       | +1     | T48 |          |          |
| Joao Carlota (Am)  | =   | =   | 1533 | 69       | -3       | T4  | 79          | +7       | +4     | T63 |          |          |
| Thomas Pieters     | =   | 133 | 685  | 74       | +2       | T61 | na 15 holes |          | +11    | WD  |          |          |
| Robin Kind         | 71  | =   | 1224 | 75       | +3       | MC  |             |          |        |     |          |          |
| Maarten Lafeber    | 17  | 228 | 848  | 77       | +5       | MC  |             |          |        |     |          |          |
| Wil Besseling      | 50  | =   | 574  | 77       | +5       | MC  |             |          |        |     |          |          |
| Guillaume Watremez | =   | =   | 1533 | 77       | +5       | MC  |             |          |        |     |          |          |
| Tim Sluiter        | =   | =   | 509  | 79       | +7       | MC  |             |          |        |     |          |          |

| Leider |  | Toernooirecord |  | MC = missed cut = cut gemist |  | WD = Withdrawn = teruggetrokken |  | CTR |  | R2D |  | OWGR |

## Spelers
| - Jamie Abbott - Carlos Aguilar - Björn Åkesson - Byeong-hun An - Fredrik Andersson Hed - Phillip Archer - Connor Arendell - Scott Arnold - Jason Barnes - Ken Benz - Filippo Bergamaschi - Wil Besseling - Lucas Bjerregaard - Alexander Björk - Cyril Bouniol - Christophe Brazillier - Daniel Brooks - Steven Brown - Robert Coles - Neil Connolly - Dave Coupland - Jens Dantorp - Rhys Davies - Matteo Delpodio - Jack Doherty - Agustin Domingo - Bradley Dredge - Edouard Dubois - Pelle Edberg - Johan Edfors - Jamie Elson - Edouard Espana - Ben Evans - Jens Fahrbring - Oliver Farr | - Richard Finch - Oliver Fisher - Oscar Florén - Dara Ford - Matt Ford - Dylan Frittelli - Lorenzo Gagli - Jordi García del Moral - Jordi García Pinto - Daniel Gaunt - Daniel Gavins - Adam Gee - Luke Goddard - Jean-Baptiste Gonnet - Mathias Grönberg - Julien Guerrier - Mark F Haastrup - Chris Hanson - Andreas Hartø - James Heath - Scott Henry - Mark Hensby - David Higgins - Antonio Hortal - Wen-yi Huang - Jeppe Huldahl - Sam Hutsby - Daniel Im - Niclas Johansson - Andrew Johnston - Michael Jonzon - Alexandre Kaleka - Dodge Kemmer - Lloyd Kennedy - Jesper Kennegard | - Robin Kind - Mikko Korhonen - Maarten Lafeber - Joakim Lagergren - Jerome Lando Casanova - José Manuel Lara - David Law - Peter Lawrie - Tain Lee - Jesus Legarrea - Niklas Lemke - José-Filipe Lima - Thomas Linard - Sam Little - Chris Lloyd - Gary Lockerbie - Michael Lorenzo-Vera - Mikael Lundberg - Paul Maddy - Andrew Marshall - Pablo Martin Benavides - Andrew McArthur - Richard McEvoy - Ruaidhri McGee - Christopher Mivis - James Morrison - George Murray - Thomas Nørret - Marek Novy - Pedro Oriol - Chris Paisley - Jason Palmer - Brinson Paolini - Kevin Phelan - Thomas Pieters | - Terry Pilkadaris - Phillip Price - Tapio Pulkkanen - Niccolo Quintarelli - Jocke Rask - Pierre Relecom - Bernd Ritthammer - Jake Roos - Andrea Rota - Raymond Russell - Adrien Saddier - Gareth Shaw - Callum Shinkwin - Joel Sjöholm - Patrik Sjöland - Tim Sluiter - Anthony Snobeck - Oscar Stark - Duncan Stewart - Brandon Stone - Steven Tiley - Mark Tullo - Damian Ulrich - Tjaart Van der Walt - Alvaro Velasco - Simon Wakefield - Sam Walker - Guillaume Watremez - Pontus Widegren - Martin Wiegele - Oliver Wilson - Jeff Winther - George Woolgar - Fabrizio Zanotti | Voormalige winnaars - Ricardo Santos (2012) - James Morrison (2010) - Estanislao Goya (2009) - Alastair Forsyth (2008) - Daniel Vancsik (2007) - Bradley Dredge (2003) - Jarmo Sandelin (1996) Nationale ranking - Hugo Santos - Jamie Abbott - Pedro Figueiredo - Nuno Henriques - Tiago Cruz - Juan Antonio Rodriguez Martin - Neil Connolly - Goncalo Pinto Invitaties - Dara Ford (local head-pro) - Pablo Martin Benavides - Christopher Mivis - Marek Novy - Van Phillips - Garrick Porteous - Pierre Relecom - João Pedro Sousa Amateurs - Paul Kinnear WAGR 298 - Joao Carlota WAGR 430 |

## Trivia
Ian MacGregor werkte op Madeira voor Alastair Forsyth, daarvoor voor Matt Blackey en Joel Sjöholm. In overleg met enkele caddies en spelers werd besloten het toernooi af te maken, maar lang niet iedereen was het met die beslissing eens.